# Гянара безам
Гя́нара бе́зам, или Далёкая любовь (ингуш. Гаьнара безам) — популярная ингушская народная песня о трагической любви.

## История
Впервые была упомянута в романе Идриса Базоркина «Из тьмы веков», где её поёт героиня романа — Зору. Поэтому иногда песню называют «песня Зору». Песню «Далёкая любовь» исполняли такие известные ингушские исполнительницы, как Тамара Яндиева, Хадишат Ахциева и Лема Нальгиева.
В 2017 году песню на ингушском и английском исполнила английская певица Дарья Кулеш. Была выпущена в авторском альбоме «Long Lost Home» и положительна оценена критиками. В том же году «Гаьнара безам» (англ. Distant Love) была избрана для плейлиста самой престижной передачи BBC Radio 2 — «The Folk Show with Mark Radcliffe». Композиция на ингушском языке впервые прозвучала на федеральном радио в прайм-тайм на всю Великобританию.